# Sphingonaepiopsis
Sphingonaepiopsis é um gênero de mariposa pertencente à família Bombycidae.